# Lithocarpus castellarnauianus
Lithocarpus castellarnauianus là một loài thực vật có hoa trong họ Cử. Loài này được (Vidal) A.Camus mô tả khoa học đầu tiên năm 1945.